# 2 Chainz
Tauheed Epps (College Park, Georgia, SAD, 10. rujna 1976.), bolje poznat po svom umjetničkom imenu 2 Chainz (ranije poznat kao Tity Boi) je američki reper i tekstopisac koji trenutno živi u Atlanti, Georgiji. Trenutno ima potpisan ugovor s diskografskom kućom Def Jam Recordings. Najpoznatiji je po članstvu u grupi Playaz Circle zajedno s Dolla Boyjem. 2 Chainz također ima svoju diskografsku kuću The Real University. Kao član Playaz Circlea objavio je dva studijska albuma, a kasnije kada je započeo samostalnu karijeru objavio je nekoliko miksanih albuma od kojih se najviše ističe T.R.U. REALigion. Debitantski studijski album Based on a T.R.U. Story je objavio 14. kolovoza 2012. godine.

## Život i karijera

### Raniji život (1976. – 1996.)
2 Chainz je rođen kao Tauheed Epps, 10. rujna 1976. godine u College Parku, Georgiji. Dok je još bio dijete majka mu je dala nadimak Tity Boi kojeg je kasnije koristio kao umjetničko ime. Bio je jedino dijete, te ga je odgajala samo majka. 2 Chainz je igrao košarku na fakultetu Moravian, gdje je diplomirao s prosjekom ocjena od 4.0 u tri godine.

### Playaz Circle i Disturbing tha Peace (1997. – 2010.)
Epps je 1997. godine formirao grupu Playaz Circle (riječ "Playaz" je akronim za Preparing Legal Assets for Years from A to Z) u College Parku, Georgiji zajedno s prijateljem iz srednje škole Earlom Conyersom, koji je uzeo umjetničko ime Dolla Boy. Epps je tada počeo koristiti umjetničko ime Tity Boi. Godine 2002. su objavili nezavisni album United We Stand, United We Fall, što ih je odvelo do Ludacrisa, koji je tada bio disc jockey u College Parku. Ludacris se zainteresirao za grupu Playaz Circle, te je s njima snimio nekoliko pjesama koje je puštao na radio stanici.

## Diskografija

### Studijski albumi
- Based on a T.R.U. Story (2012.)

### Miksani albumi
- Me Against the World (2007.)
- Trap-A-Velli (2009.)
- Me Against the World 2: Codeine Withdrawal (2010.)
- Trap-A-Velli 2 (The Residue) (2010.)
- Codeine Cowboy (A 2 Chainz Collective) (2011.)
- T.R.U. REALigion (2011.)

## Vanjske poveznice
- Službena stranica  Arhivirana inačica izvorne stranice od 25. svibnja 2012. (Wayback Machine)
- 2 Chainz na Allmusicu
- 2 Chainz na Discogsu
- 2 Chainz na Billboardu
- 2 Chainz  Arhivirana inačica izvorne stranice od 10. svibnja 2012. (Wayback Machine) na MTV